# Hélène Receveaux
Hélène Receveaux (Chenôve, 28 de febrero de 1991) es una deportista francesa que compite en judo.
Ganó una medalla de bronce en el Campeonato Mundial de Judo de 2017 y una medalla de bronce en el Campeonato Europeo de Judo de 2017, ambas en la categoría de –57 kg.

## Palmarés internacional
| Campeonato Mundial | Campeonato Mundial | Campeonato Mundial | Campeonato Mundial |
| Año                | Lugar              | Medalla            | Categoría          |
| ------------------ | ------------------ | ------------------ | ------------------ |
| 2017               | Budapest (Hungría) | Medalla de bronce  | –57 kg             |
| Campeonato Europeo |                    |                    |                    |
| Año                | Lugar              | Medalla            | Categoría          |
| 2017               | Varsovia (Polonia) | Medalla de bronce  | –57 kg             |